# Mociulkî (Jobrîn), Rivne
Mociulkî (în ucraineană Мочулки) este un sat în comuna Jobrîn din raionul Rivne, regiunea Rivne, Ucraina.

## Demografie
Componența lingvistică a localității Mociulkî
     Ucraineană (100%)
Conform recensământului din 2001, toată populația localității Mociulkî era vorbitoare de ucraineană (100%).